# Steven Galloway
Steven Galloway (ur. 13 lipca 1975 w Vancouver) – kanadyjski pisarz. 
Za powieść The Cellist of Sarajevo otrzymał nagrodę literacką Evergreen Award.
Jest żonaty i ma dwie córki. Mieszka w New Westminster.

## Powieści
- Finnie Walsh (2001)
- Ascension (2003; wyd. pol. Podniebny spacer 2006)
- The Cellist of Sarajevo (2008)